# Moneda de la dinastía Zhou

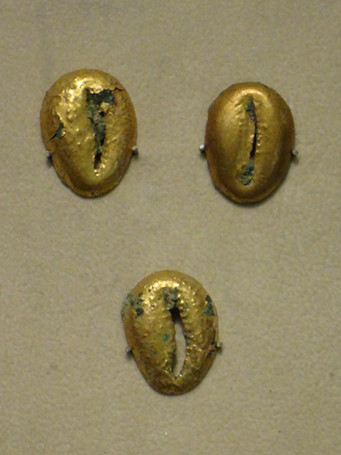
Tres monedas de bronce recubiertas de pan de oro expuestas en el Museo Numismático de China.

Las monedas chinas de los periodos de Primaveras y otoños y de los Reinos Combatientes incluyen algunas de las primeras monedas producidas en el mundo. Sin embargo, en su mayoría no tenían la típica forma redonda de las monedas modernas. Incluían conchas de cauri, monedas con forma de nariz de hormiga, monedas con forma de pala y monedas con forma de cuchillo. 

## Concha de cauri
Antes del período de Primaveras y otoños, durante la dinastía Shang, las conchas de cauri se habían utilizado como un primer tipo de dinero. En la dinastía Zhou, su uso se estilizó con réplicas de conchas hechas de porcelana, jade o metal. Algunas fuentes sugieren que las primeras monedas redondas eran una representación muy estilizada de las conchas de cauri.

## Dinero de oro

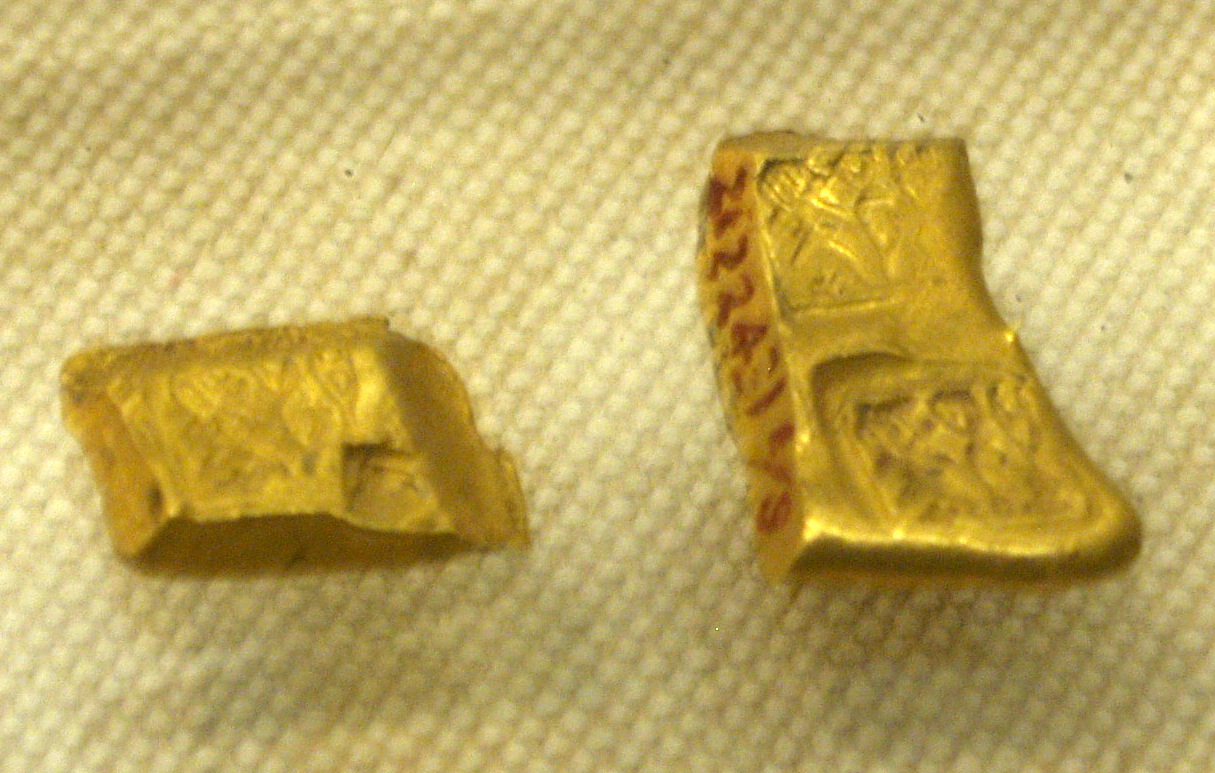
Monedas de oro marcadas con Ying Yuan. Ying es el nombre de la capital de Chu.

El Estado Chu  producía cuadrados de oro en bruto, estampados con uno o dos caracteres que se utilizaban como dinero. En chino se conocen como Ying Yuan (en chino, 郢爰; pinyin, yǐng yuán).

## Dinero pala

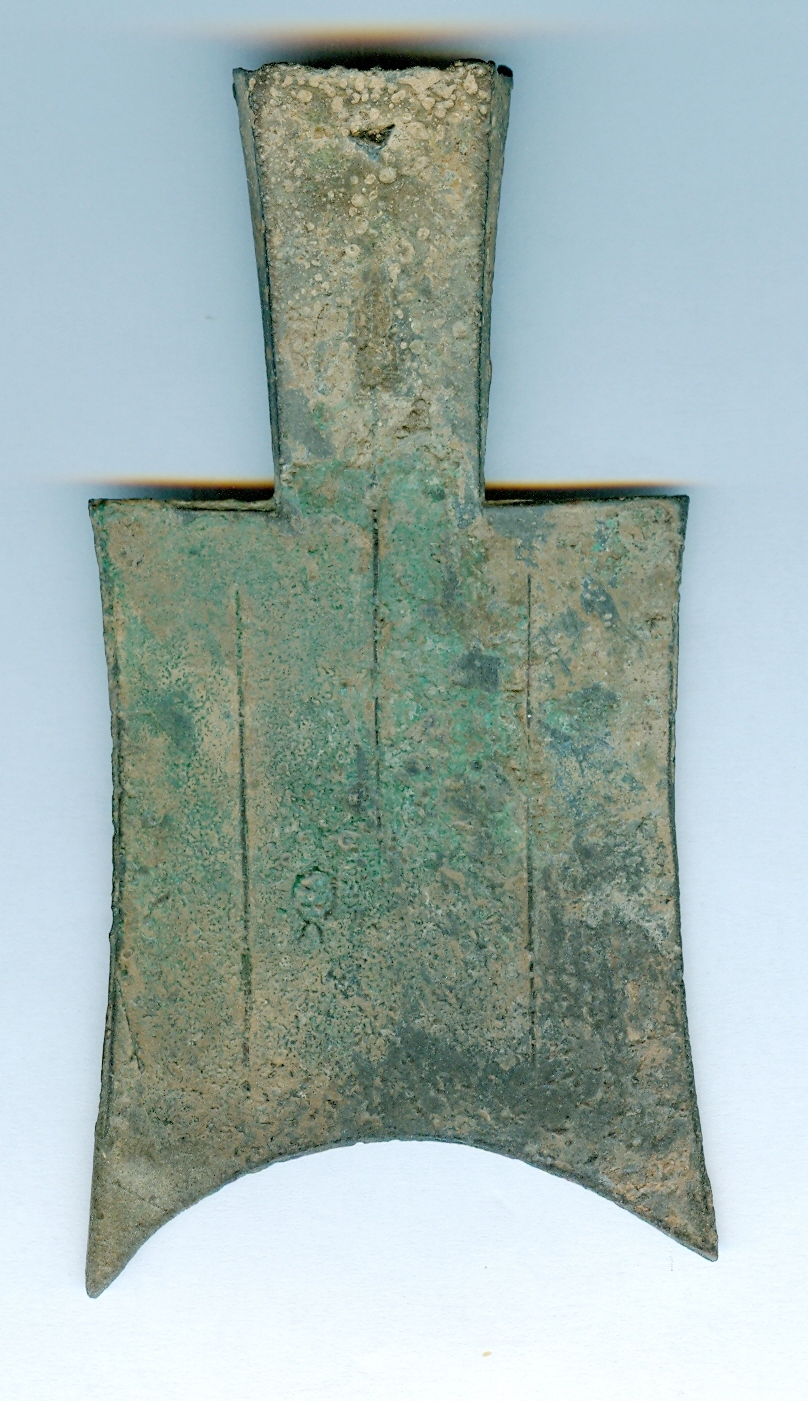
Dinero pala.

La forma del dinero pala (en chino, 布币; pinyin, bù bì) es similar a la pala, una herramienta agrícola. La pronunciación de pala en chino es bo (en chino, 镈; pinyin, bó) que está muy cerca de bu (en chino, 布; pinyin, bù), y es de donde derivó el nombre de dinero de pala. Durante el periodo de Primaveras y otoños, el dinero de pala se utilizaba principalmente en Shanxi y la familia real Zhou. Hay dos tipos principales de dinero de pala, Kong Shou Bu (空首布), el primitivo, y Ping Shou Bu (en chino, 平首布; pinyin, Píng shǒu bù), el tardío. Durante el proceso monetario, cada reino había desarrollado sus técnicas de producción de dinero con el gran crecimiento de la economía nacional. Como resultado, se habían producido grandes cambios en la moneda de pala, desde la grande y gruesa hasta la pequeña y fina.
La moneda pala comenzó a utilizarse en el periodo de Primaveras y Otoños y terminó a finales de los Reinos combatientes. Hoy en día, quedan pocas y se ha convertido en objeto de los coleccionistas.

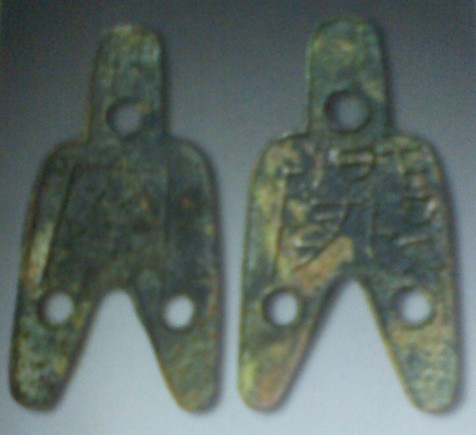
Dinero pala de tres agujeros

El Estado Zhongshan (en chino, 中山国; pinyin, zhōngshān guó) (casi en el siglo IV a. C.), un pequeño estado vasallo de mediados del periodo de los Estados Guerreros, inventó y utilizó por primera vez la primitiva moneda de pala de tres agujeros (en chino, 三孔布币; pinyin, sān kǒng bù bì), cuyo contorno parecía una montaña. En esa época, se desarrollaron la industria artesanal, el comercio, la industria de fundición de hierro y la industria de fundición de bronce en ese reino. Por lo general, la gente enhebraba el dinero a través de estos agujeros, lo que facilitaba su transporte y hacía más conveniente su circulación. Como resultado, el dinero de tres agujeros en forma de pala fue bien recibido entre la gente de aquella época. Debido a las continuas guerras, el reino de Zhongshan cayó y la mayor parte del dinero de tres agujeros se perdió. Hoy en día, quedan pocas monedas y apenas podemos encontrarlas incluso en algunos museos nacionalizados a gran escala.

## Moneda cuchillo
Durante los primeros Reinos combatientes, el Estado Qi era uno de los más fuertes de toda China. Para mostrar la fuerza de su reino y heredar la tradición de la afición a los cuchillos como la nacionalidad de las praderas del norte, Qi llevó a cabo la política del sistema de cuchillos.
En el año 279 a. C., en el cargo de Tian Dan (en chino, 田单; pinyin, tián dān), el general de mayor rango, Qi aniquiló con éxito la unidad enemiga, la alianza de los estados de Han, Zhao, Wei, Qin, Chu y retomó la tierra perdida. Además, Qi Xiangwang (en chino, 齐襄王; pinyin, qí xiāng wáng), el líder de Qi, regresó a su tierra tras el exilio de cinco años de su reino. Para celebrar la gran victoria y el regreso de Qi Xiangwang, Qi elaboró el cuchillo de seis palabras (六字大刀).

## Primeras monedas redondas
A partir del año 350 a. C., se empezaron a utilizar monedas redondas. Las monedas redondas de las zonas que anteriormente utilizaban dinero de pala, tenían agujeros redondos en su centro. Las monedas redondas de las zonas que usaban dinero de cuchillo tenían normalmente agujeros cuadrados.

## Otras acuñaciones

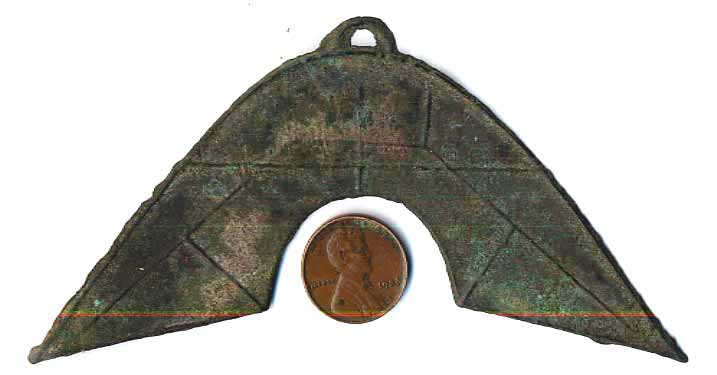
Un ejemplo de "dinero puente" de la época de la dinastía Zhou.

Hubo otras acuñaciones en las que no se menciona ninguna fuente histórica contemporánea.. Por esta razón se pone en duda la validez de estos objetos como forma de moneda. Debido a que se desconoce si fueron o no formas de dinero chino antiguo, se les suele denominar «pseudodinero» o «dinero de forma extraña» (en chino tradicional, 異形幣; en chino simplificado, 异形币; pinyin, yì xíng bì).
Estas monedas suelen recibir nombres basados en su forma, por ejemplo existe dinero pez (魚幣), dinero  alabarda" (戟幣), y dinero puente. Algunos ejemplares de "dinero puente" se subdividen en más categorías como dinero puente cabeza de tigre y dinero puente cabeza de dragón en función de su forma.